# Anas Jabroun
Anas Jabroun (7 oktober 1997) is een Marokkaanse voetballer die bij voorkeur speelt als vleugelspeler. Hij verruilde in 2018 Moghreb Athletic Tétouan voor Raja Casablanca.

## Clubcarrière

### Moghreb Athletic Tétouan
Jabroun doorliep de jeugdopleiding van Moghreb Athletic Tétouan en maakte op 29 mei 2016 tegen RSB Berkane zijn debuut in de Botola Pro. Hij scoorde die wedstrijd meteen. Hij speelde daarna nog 27 wedstrijden voordat hij in de zomer van 2018 vertrok.

### Raja Casablanca
In het seizoen 2018/19 tekende hij een 4-jarig contract bij Raja Casablanca. Hier won hij in zijn eerste seizoen de CAF Confederation Cup en de CAF Supercup.

## Interlandcarrière
Jabroun speelde interlands voor zowel Marokko -20 als Marokko -23.

## Erelijst
Raja Casablanca
- CAF Confederation Cup: 1

Winnaar: 2018
- CAF Super Cup: 1

Winnaar: 2019
1 Zniti  ·
2 Douik ·
4 Gael Ngah ·
5 Moutouali ·
6 Ngoma ·
7 Islah ·
8 Al-Warfali ·
10 Benhalib ·
11 Jabroun ·
12 El Haddaoui ·
13 Benoun ·
15 Haddad ·
17 Ahadad ·
18 Hafidi ·
19 Malango ·
20 Jbira ·
21 Rahimi ·
22 Bouamira ·
25 Boutayeb ·
30 Nanah ·
55 Achchakir ·
96 Arjoune ·
98 El Wardi ·
Coach: vacant
· Assistent-coach: Safri